# نور الدين جباري
نور الدين جباري (بالفرنسية : Nordin Jbari) (مواليد 5 فبراير 1975 في مدينة Saint-Josse-ten-Noode في بلجيكا)، هو لاعب كرة قدم بلجيكي من أصل مغربي .

## نبذة شخصية
ولد نورالدين لأبويين مغربيين مهاجريين من المغرب نحو بلجيكا

## مسيرته الكروية
يلعب نورالدين مع فريق خينت Gent البلجيكي ومع المنتخب البلجيكي